# Silvio Camilleri
Silvio Camilleri (12 ottobre 1968) è un ex calciatore maltese, di ruolo centrocampista.

## Carriera

### Nazionale
Ha collezionato quattro presenze con la propria Nazionale.